# Кардамила
Карда̀мила е село на остров Хиос. До 2011 година е административен център на дем Кардамила, ном Хиос.